# آرثر غوسارد
آرثر غوسارد (بالإنجليزية: Arthur Gossard)‏ (و. 1935 – م) هو فيزيائي، ومهندس، وأستاذ جامعي من الولايات المتحدة الأمريكية . وهو عضواً في الأكاديمية الوطنية للعلوم .

## التعليم
تعلم في جامعة كاليفورنيا، بركلي

## جوائز
حصل على جوائز منها:
- جائزة أوليفر ألسويرث باكلي للمواد المكثفة (1984).